# Cerapachys ruficornis
Cerapachys ruficornis é uma espécie de formiga do gênero Cerapachys.